# Montfòrt (Gers)
Montfòrt (en francès Monfort) és un municipi francès situat al departament del Gers i a la regió d'Occitània.

## Demografia
| 1962                                       | 1968 | 1975 | 1982 | 1990 | 1999 | 2006 |
| ------------------------------------------ | ---- | ---- | ---- | ---- | ---- | ---- |
| 434                                        | 539  | 495  | 454  | 416  | 424  | 460  |
| Des de 1962: població sense dobles comptes |      |      |      |      |      |      |

## Administració
| Període | Identitat     | Partit |
| ------- | ------------- | ------ |
| 2001-   | Denis Carrère | UMP    |

## Història
És una Bastida fundada per Guerau V, comte d'Armanyac. És el lloc de naixement de Sal·lusti de Bartas.